# Gouy, Seine-Maritime
Gouy là một xã thuộc tỉnh Seine-Maritime trong vùng Normandie miền bắc nước Pháp.

## Huy hiệu
| Arms of Gouy | The arms of Gouy are blazoned: Per fess argent and azure, 2 keys in saltire sable and 3 baguettes palewise 2 & 1 Or. |

## Dân số
| Năm | 1962 | 1968 | 1975 | 1982 | 1990 | 1999 | 2006 |
| --- | ---- | ---- | ---- | ---- | ---- | ---- | ---- |
| Dân số | 331  | 348  | 446  | 468  | 644  | 794  | 788  |
| From the year 1962 on: No double counting—residents of multiple communes (e.g. students and military personnel) are counted only once. |      |      |      |      |      |      |      |